# 피아노 소나타 2번 (프로코피예프)
세르게이 프로코피예프의 피아노 소나타 2번 D단조 Op. 14(1912)는 피아노 소나타이다. 1914년 2월 5일 모스크바에서 작곡가에 의해 초연되었다. 1913년에 자살한 상트페테르부르크 음악원의 친구이자 동료 학생에게 헌정하였다.

## 악장
1. Allegro, ma non troppo - Più mosso - Tempo primo (in D minor)
2. Scherzo. Allegro marcato (in A minor)
3. Andante (in G-sharp minor)
4. Vivace - Moderato - Vivace (in D minor)